# Isola Waiheke
L'isola Waiheke (pronounciata ˈwaihɛkɛ in Lingua māori ma spesso anche waɪˈhɛkiː in inglese) è un'isola del golfo di Hauraki in Nuova Zelanda, che dista circa 17,7 km dalla città di Auckland.
L'isola è la seconda più grande del golfo, dopo l'Isola della Grande Barriera. È tuttavia la prima per numero di abitanti, con quasi 8000 residenti permanenti, ai quali se ne aggiungono (secondo le stime) altri 3400 che possiedono abitazioni per le vacanze sull'isola. È l'isola con la maggiore densità di tutta la Nuova Zelanda, con 83,58 abitanti per km², e la terza più popolata, dopo l'Isola del Nord e l'Isola del Sud. Waiheke è inoltre la più facilmente accessibile del golfo, grazie ai diversi servizi di trasporto, sia via mare che per via aerea.
Il nome Waiheke si può tradurre con l'espressione "acque discendenti" oppure "acque rifluenti". Tale espressione fa riferimento a ciò che accadde quando l'esploratore Maori Kahumatamomoe giunse sull'isola ed urinò. Il nome inizialmente era utilizzato soltanto per il ruscello nei pressi di Onetangi, ma è ora usato per l'intera isola.

## Geografia
L'isola misura 19,3 km da ovest ad est, mentre la larghezza varia da 0,64 ad un massimo di 9,65, con una superficie totale di 92 km². Il perimetro è di 133,5 km, comprese le spiagge. Il porto di Matiatia sulla punta occidentale dell'isola dista 17,7 km da Auckland mentre l'estremità orientale dista 21,4 km da Coromandel. L'Isola Tarahiki, di dimensioni molto più piccole giace 3 km ad est da Waiheke.
L'isola è prevalentemente collinare, con pochissime aree pianeggianti; il punto più elevato è Maunganui che raggiunge 231 metri sul livello del mare. Il clima è leggermente più caldo che nella città di Auckland, con meno umidità, precipitazioni meno frequenti e più ore di sole.

### Geologia
Waiheke possiede numerosi siti di interesse geologico, in particolare un affioramento di argillite ad Omiha Bay ed una formazione rocciosa di chert (una roccia silicea) alla fine di Pohutukawa Point.

### Spiagge
L'Isola Waiheke ha numerose spiagge, tra cui:
- Oneroa Beach - La spiaggia principale, situata lungo la costa nord dell'insediamento di Oneroa.
- Little Oneroa Beach - Una piccola spiaggia appartata all'estremità est di Oneroa Beach, dalla quale è separata da un muro di scogli.
- Palm Beach - Analoga ad Oneroa Beach nella forma, deve il suo nome alle Phoenix (una tipologia di palme) in essa presenti.
- Little Palm Beach - Una piccola spiaggia nudista ad ovest di Palm Beach.
- Blackpool Beach - Simile ad Oneroa Beach, ma sulla costa meridionale; vi si praticano windsurfing e kayaking.
- Onetangi Beach - Una spiaggia sulla costa settentrionale lunga 1.87 km. Per molti anni vi si sono tenute gare motociclistiche ed ogni anno su di essa vengono organizzati dei concorsi di costruzione di castelli di sabbia.
- Cactus Bay - Considerata da molti residenti la spiaggia migliore, è accessibile solamente via mare, poiché l'accesso via terra è impedito dalla presenza di un terreno privato.

## Società

### Popolazione
La popolazione residente di Waiheke è di 7,689 persone (secondo il censimento del 2006) e la maggior parte di essi vivono nei pressi dell'estremità occidentale dell'isola, o vicino all'istmo tra Huruhi Bay ed Oneroa Bay che, nel punto più stretto, misura soltanto 600 metri di ampiezza. Gli insediamenti di Oneroa e Blackpool sono all'estremo ovest, seguiti da Palm Beach, Surfdale, ed Ostend. Ad est vi è invece Onetangi. A sud di questo vi sono il Parco Regionale Whakanewha, Whakanewha ed Omiha, anche detta Rocky Bay. Gran parte della metà orientale dell'isola è costituita da fattorie private e vigneti.

### Composizione sociale
L'isola Waiheke ha una grande percentuale di Europei (92.8%), maggiore di quella di Auckland (65.7%) e della Nuova Zelanda nel complesso(80.1%) (secondo il censimento del 2001). La proporzione di Asiatici ed isolani del Pacifico è quindi piuttosto bassa.
Da un punto di vista sociale, l'isola è molto variegata, con il settore creativo (artisti, musicisti, scienziati, scrittori, poeti ed attori) molto rappresentato. Circa 2000 persone si spostano giornalmente verso Auckland per lavoro dal momento che le opportunità di carriera sull'isola sono limitate. I principali settori d'impiego sono l'orticoltura (vino ed olive), agricoltura, turismo, costruzioni, ristorazione, vendita al dettaglio ed edilizia. La gentrificazione e le speculazioni sui terreni stanno avendo un forte impatto, con tasse molto alte e mutui con tassi d'interesse che stanno costringendo alcune persone a trasferirsi altrove. Il costo della vita sull'isola è alto se comparato al resto dello Stato, soprattutto a causa dei costi di trasporto della maggior parte dei cibi, del carburante ed altre merci.
La distribuzione del reddito mostra un'alta percentuale di persone con un reddito basso ed una bassa percentuale di persone con un reddito più alto. Nel 2001, lo stipendio medio per le persone di età maggiore di 15 anni era di 15600 dollari, salito a 23500 dollari nel 2006. Waiheke si sta quindi avvicinando alla media nazionale che è di 24400 dollari, con un aumento del 51 % in cinque anni. L'aumento della ricchezza su Waiheke è osservabile anche nel numero di famiglie che guadagnano più di 100000 dollari l'anno, che è più che raddoppiato dal 2001.

### Trasporti
L'isola è servita da traghetti regolari da Auckland e Coromandel. Inoltre, la parte occidentale dell'isola è servita da quattro linee di autobus urbani.

## Storia

### Fortificazioni di Stony Batter
Durante la seconda guerra mondiale, tre postazioni per cannoni furono costruite sulla costa est di Waiheke per proteggere gli Alleati diretti a Waitemata Harbour, per paura che le navi giapponesi potessero giungere in Nuova Zelanda. Dopo queste, postazioni simili furono installate a North End e sull'isola di Rangitoto. Nessuno dei cannoni fu mai utilizzato. Oggi le postazioni ed i tunnel sotto di esse possono essere visitati tutti i giorni della settimana.

### Unione con la città di Auckland
Nel 1989, il Waiheke County Council fu incluso nell'Auckland City Council dal Governo locale, suscitando numerose polemiche.
Nel 1990 la comunità di Waiheke richiese formalmente il diritto di "staccarsi" dalla città. Nel 1991 si optò quindi per un referendum democratico che tuttavia bocciò tale proposta.
Si tratta di un argomento ancora oggi molto discusso sull'isola. Nel 2008, la Royal Commission on Auckland Governance ricevette 3537 candidature, 615 delle quali da parte di abitanti di Waiheke, più di un sesto del totale. Un meeting pubblico tenutosi il 29 marzo dello stesso anno, a cui parteciparono 150 residenti, mostrò una maggioranza in favore del distaccamento dalla città di Auckland.
Nel 2010 fu istituito il Waiheke Local Board, all'interno dell'Auckland Council, al quale furono conferiti una serie di poteri in più.